# 헤네스 바이스바일러
한스 "헤네스" 바이스바일러(Hans "Hennes" Weisweiler, 1919년 12월 5일, 에어프트슈타트 ~ 1983년 7월 5일, 취리히)는 전 독일의 축구 선수이자 감독이었다.
감독 시절 총 11개의 메이저 타이틀 중 8개를 독일 클럽에서 획득하였고, 가장 성공적인 감독 중 한명으로 손꼽힌다. 또한 그의 영향을 받는 범위 또한 넓다. 쾰른의 독일 스포츠 아카데미에서 1957년과 1970년사이 전 세계의 100여명이 넘는 감독들을 훈련시켰다. 2005년, 헤네스 바이스바일러가 감독을 훈련하던 아카데미의 명칭이 그의 명예로 헤네스-바이스바일러-아카데미 (Hennes-Weisweiler-Academy) 로 개칭되었다.
그의 업적은 1960년대에서 1970년대까지 보루시아 묀헨글라트바흐의 전성기와 1950년대와 1970년대 후반의 1. FC 쾰른 전성기를 이끌어낸 것으로 유명하다. 그의 영향 아래 귄터 네처, 베르티 포크츠, 유프 하인케스, 라이너 본호프, 알란 시몬센, 울리 슈틸리케를 비롯한 다수의 스타 플레이어가 배출되었다.

## 쾰른의 선수에서 감독으로
1948년, 1. FC 쾰른이 창단되었을때, 헤네스 바이스바일러는 창단 초창기 주전 선수들 중 한명이었다. 1949년, 쾰른이 서부 오베르리가 (당시 독일의 5개 1부리그 중 하나인) 로 승격되었고, 그는 선수 겸 감독의 지위가 부여되었다. 이 지위로, 그는 1952년까지 이 지위를 맡았고, 리그에서 62경기 출장하였다.
1955년, 그는 쾰른으로 복귀하여, 3년간 감독을 맡았으나, 1958년에 지역 라이벌 빅토리아 쾰른의 감독이 되었다. 빅토리아 또한 쾰른과 마찬가지로 오베르리가에 속하였지만, 1. FC의 그늘 아래에 있었다. 분데스리가가 1963년에 출범된 후, 빅토리아는 2부리그에 속하게 되었고, 바이스바일러의 지휘 하에 빅토리아의 최고 성적인 4위를 차지하였다.

## 묀헨글라트바흐 임기
1964년, 그는 보루시아 묀헨글라트바흐의 사령탑에 올랐다. 이 클럽은 당시 1960년에 DFB-포칼 우승밖에 메이저 타이틀이 없는 평범한 클럽이었으나, 그가 취임하기 전 2부리그 8위였던 묀헨글라트바흐는 분데스리가 승격에 접근하였다.
그 외에도, 바이스바일러는 지역 유망주 육성에도 힘을 썼고, 당시 19세였던 귄터 네처와 유프 하인케스를 발굴하였다. 또한, 베른트 루프와 헤어베어트 라우멘도 발굴되었고, 나중에 서독 국가대표에 합류하였다. 그 해 동안, 보루시아는 리그 선두로 종료하였고, 분데스리가에 합류하였다.
그 다음 시즌에는 또 한명의 19세 신성이 묀헨글라트바흐에 합류하였다: 베르티 포크츠. 그러나, 분데스리가 승격 원년은 평범한 성적을 내는데 그쳤다. 나중에 헤어베어트 비머가 보루시아를 합류하였으나 각각 리그 순위가 13위와 8위에 그쳤다. 승격 3번째 해, 유프 하인케스가 하노버 96으로 이적하였음에도 불구하고 리그를 3위로 종료하며 많은 관중들의 주목을 받았다. 바이스바일러의 팀은 공격적인 전술로만 유명해진 것이 아니라, 그로부터 거둔 성공으로도 유명해졌다. 1969-70 시즌 초, 전 시즌 챔피언인 FC 바이에른 뮌헨의 최대 라이벌이 되었고, 더욱 두꺼운 수비를 갖추었다. 수비에는 국가대표팀의 루트비히 뮐러가 공격에는 덴마크의 울릭 레 페브르가 추가되었다. 그러나, 가장 중요한 선수는 호르스트 쾨펠로 훗날 묀헨글라트바흐의 감독이 되었고, 더욱 성숙하여 팀의 전성기를 이끌어냈다. 또한, 묀헨글라트바흐의 유망주 발굴 능력은 재능있는 신성을 묀헨글라트바흐의 스쿼드에 추가시켰다. 이 유망주 정책은 현재까지 쓰이는 보루시아 묀헨글라트바흐의 별명인 망아지 (Die Fohlen) 라는 별명이 붙도록 하였다.
시즌 종료 후, 묀헨글라트바흐는 처음으로 분데스리가 우승을 거미쥐었고, 그로부터 1년 뒤, 묀헨글라트바흐라는 작은 타운을 연고로한 이 분데스리가 클럽은, 분데스리가 역사상 최초로 타이틀 방어에 성공한 팀이 되었다. 아인트라흐트 프랑크푸르트 원정에서 4-1로 승리를 거둔 묀헨글라트바흐는 FC 바이에른 뮌헨의 마지막 라운드까지의 경쟁에서 우위를 점하도록 하였다.
묀헨글라트바흐의 첫 유러피언 컵 시즌은 2라운드에서 에버튼 FC에 두차례 1-1로 비긴 뒤 승부차기에서 패함으로 끝났다. 그 다음해, 엘레니오 에레라의 FC 인테르나치오날레 밀라노는 뵈켈베르크에 카테나치오로 무장하고 방문하였다. 보루시아는 90분 내내 쉴틈없이 공격하였고, 인테르를 7-1로 꺾었다. 그러나, 한 관중이 인테르의 공격수 로베르토 보닌세냐에게 코카콜라 캔을 집어던져 실신시켰고, 인테르는 이에 대해 항의하였다. 그 후, UEFA 측은 경기를 무효화 시키고, 중립 장소인 베를린 올림픽 스타디움에서 재경기를 하였다. 인테르는 보루시아를 리턴 매치에서 제압하였고, 인테르는 홈에서 4-2 승리를 거두고 중립지에서 0-0 무승부를 거두었다.
묀헨글라트바흐는 이번에 타이틀을 방어하는데 실패하였다. 인테르를 상대로 승리한 뒤 3일 후, 이 시즌의 준우승팀 FC 샬케 04를 상대로 7-0 대승을 거두었으나, FC 바이에른 뮌헨이 나중에 리그 타이틀을 가져갔고, 묀헨글라트바흐는 3위로 시즌을 마감하였다. 시즌 시작 전, 보루시아는 디트리히, 호르스트 쾨펠, 헤어베어트 라우만을 떠나도록 나두었고, 팀 전력이 약화되었으며, 라이너 본호프, 디트마어 다너가 공백을 메꾸도록 하였으나, 완전히 해결되지 못하였기 때문이다.
1972-73 시즌, 팀의 재조직이 더 진행되었다. 이번엔 울릭 레 페브레가 팀을 떠났다. 새로 영입된 선수는 두명의 덴마크 신성 공격수인 헤닝 옌센과 알란 시몬센이었다. 이 둘 중 전자는 즉시 효과를 보았고, 후자의 19세 시몬센은 그다지 자주 출장하지 못하였고, 잉여 전력으로 평가하였다. 바이스바일러는 그러나 그에 대한 신뢰를 하였고, 5년 후, 발롱도르 수상을 받아, 덴마크 축구의 초석을 다졌다.

## 수상

#### 감독
- 분데스리가 : 1969–70, 1970–71, 1974–75, 1977–78
- DFB 포칼 : 1972–73, 1976–77, 1977–78
- UEFA컵 : 1974-75
- 북미 사커 리그 : 1980
- 스위스 1부 : 1982-83
- 스위스 컵 : 1982-83